# Chéreng

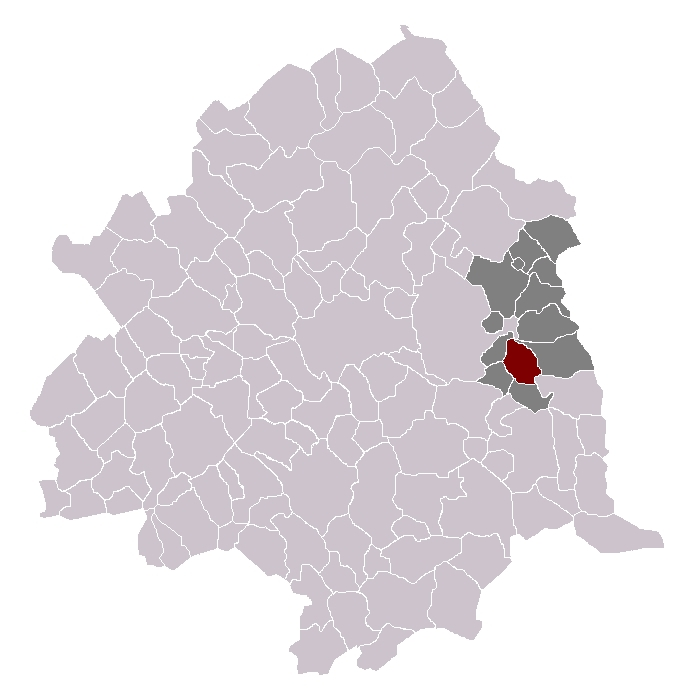
Localització de Chéreng

Chéreng és un municipi francès, situat a la regió dels Alts de França, al departament del Nord. L'any 2006 tenia 3.020 habitants. Limita al nord-oest amb Tressin, al nord amb Willems, a l'oest amb Anstaing, a l'est amb Baisieux i al sud amb Gruson.

## Demografia
| 1962                                       | 1968  | 1975  | 1982  | 1990  | 1999  | 2006  |
| ------------------------------------------ | ----- | ----- | ----- | ----- | ----- | ----- |
| 1.801                                      | 1.811 | 1.828 | 1.991 | 2.634 | 2.930 | 3.020 |
| Des de 1962: població sense dobles comptes |       |       |       |       |       |       |

## Administració
| Període   | Identitat      | Partit |
| --------- | -------------- | ------ |
| 1977-2008 | Henri Eeckhout | PS     |
| 2008-     | Pascal Zoute   |        |